# Altenbeuthen
Altenbeuthen é um município da Alemanha localizado no distrito de Saalfeld-Rudolstadt, estado da Turíngia.